# 1973-as Formula–1 német nagydíj
Az 1973-as Formula–1 világbajnokság tizenegyedik futama a német nagydíj volt.

## Futam
| Helyezés | #  | Versenyző            | Csapat/Motor      | Futott körök | Idő/Kiesés oka | Rajthely | Pontszám |
| -------- | -- | -------------------- | ----------------- | ------------ | -------------- | -------- | -------- |
| 1        | 5  | Jackie Stewart       | Tyrrell-Ford      | 14           | 1:42:03,0      | 1        | 9        |
| 2        | 6  | François Cevert      | Tyrrell-Ford      | 14           | 1,6            | 3        | 6        |
| 3        | 30 | Jacky Ickx           | McLaren-Ford      | 14           | 41,2           | 7        | 4        |
| 4        | 24 | Carlos Pace          | Surtees-Ford      | 14           | 53,8           | 11       | 3        |
| 5        | 11 | Wilson Fittipaldi    | Brabham-Ford      | 14           | + 1:19,9       | 13       | 2        |
| 6        | 1  | Emerson Fittipaldi   | Lotus-Ford        | 14           | + 1:24,3       | 14       | 1        |
| 7        | 31 | Jochen Mass          | Surtees-Ford      | 14           | + 1:25,2       | 15       |          |
| 8        | 17 | Jackie Oliver        | Shadow-Ford       | 14           | + 1:25,7       | 17       |          |
| 9        | 8  | Peter Revson         | McLaren-Ford      | 14           | + 2:11,8       | 7        |          |
| 10       | 26 | Henri Pescarolo      | Iso Marlboro-Ford | 14           | + 2:22,5       | 12       |          |
| 11       | 9  | Rolf Stommelen       | Brabham-Ford      | 14           | + 3:27,3       | 16       |          |
| 12       | 7  | Denny Hulme          | McLaren-Ford      | 14           | + 3:38,7       | 8        |          |
| 13       | 12 | Graham Hill          | Shadow-Ford       | 14           | + 3:49,0       | 20       |          |
| 14       | 23 | Mike Hailwood        | Surtees-Ford      | 13           | + 1 kör        | 18       |          |
| 15       | 18 | David Purley         | March-Ford        | 13           | + 1 kör        | 22       |          |
| 16       | 15 | Mike Beuttler        | March-Ford        | 13           | + 1 kör        | 19       |          |
| Kiesett  | 10 | Carlos Reutemann     | Brabham-Ford      | 7            | Motorhiba      | 6        |          |
| Kiesett  | 19 | Clay Regazzoni       | BRM               | 7            | Motorhiba      | 10       |          |
| Kiesett  | 16 | George Follmer       | Shadow-Ford       | 5            | Baleset        | 21       |          |
| Kiesett  | 20 | Jean-Pierre Beltoise | BRM               | 4            | Váltó          | 9        |          |
| Kiesett  | 21 | Niki Lauda           | BRM               | 1            | Baleset        | 5        |          |
| Kiesett  | 2  | Ronnie Peterson      | Lotus-Ford        | 0            | Gyújtás        | 2        |          |

## Statisztikák
Vezető helyen:
- Jackie Stewart: 14 (1-14)

Jackie Stewart 27. (R) győzelme, 17. pole-pozíciója, Carlos Pace 1. leggyorsabb köre.
- Tyrrell 15. győzelme.